# Боби Макферин
Боби Макферин (* 11 март 1950 в Ню Йорк) е американски музикант и вокалист. В своите албуми той симулира с гласа си повечето от инструментите.

## Детство
Неговият баща, Робърт Макферин, става през 50-те години на XX век първият афроамерикански оперен певец (баритон) в Метрополитън опера в Ню Йорк. Майката на Боби, Сара, прекарва кариерата си в защита на своя мъж. Любимото място на Боби като дете е близо до пианото, където баща му репетира изпълненията си. Въпреки че баща му не му дава никакви уроци, той научава много за музиката само чрез слушане. На шест години започва уроци по пиано, а също се учи да свири на кларинет и флейта.

## Кариера
Едва на 27 години Макферин се ориентира към пеенето. Хрумва му идеята да работи сам, без състав и подиуми, и да импровизира. Първоначално потиска идеята, тъй като е твърде радикален. Оттогава нататък се отдава на желанията и кариерата си като музикант. Комикът Бил Козби разпорежда Макферин да бъде поканен на Джаз фестивала на Плейбой. Излизането за първи път на сцената на фестивала през 1981 му носи договор за грамофонни плочи.
Веднага след излизането на дебютния му албум Bobby McFerrin (1982), с помощта на артистичната техника на изпълнение става известен сред обществото. По това време Йоахим Беренд го кани на New Jazz Meeting в град Баден-Баден. Присъстват множество изпълнители, сред които Джиан Лий, Урсула Дудзиак, Джей Клейтън и Лаурен Нютън. През 1985 за „Another Night In Tunisia“, заедно с Джон Хендрикс, получават две награди Грами. Следващите албуми, в които той пее соло, са The Voice (1984) и Spontaneous Inventions (1985). Песента „Don't worry, be happy“ (1988), напомняща на цитат от Меер Баба, печели многобройни фенове. Албумът „Simple Pleasures“ (1988), в който е и хитът, е продаден в над 10 милиона екземпляра. Макферин печели през 1990 Грами за творбата на живота си.
От 1990 нататък работи успешно с други именити Джаз музиканти като пианиста Чък Кърия („Play“ 1992) или класика Йо-Йо Ма („Hush“ 1992). 2003 на големия екран излиза филм, наречен
„Боби Макферин и Чък Кърия – Ние изпълняваме едно музикално приятелство“. Филмът разказва за музикалното приятелство, което свързва двамата от години, и е излъчен по няколко немски телевизии.

## Като диригент
Макферин започва да дирижира от 1990 г. Взима уроци от диригенти като Ленард Бърнстейн и Сейджи Озава. Дирижирал е множество различни оркестри. На 25 май 2004 г., по повод на разширяването на Европейския съюз, Макферин застава на пулта на Виенската филхармония. Програмата включва части от творби на композитори от осем европейски нации.

## Семейство
От 1975 година той е с жена си Деби, с която имат три деца.

## Дискография
- 2013: SpiritYouAll
- 2010: Vocabularies
- 2004: Концерт за Европа
- 2002: Beyond Words
- 1997: Circle Songs
- 1996: The Mozart Sessions
- 1996: Bang Zoom
- 1995: Paper Music
- 1992: Live (с Хърби Ханкок)
- 1992: Hush (с Йо-Йо Ма)
- 1992: Play (с Чик Кърия)
- 1990: Medicine Man
- 1988: Don´t Worry Be Happy
- 1988: Simple Pleasure
- 1988: Lady Fair
- 1988: Bobby's thing
- 1986: Spontaneous Inventions
- 1984: The Voice
- 1982: Bobby McFerrin

## DVD
- 2005: Spontaneous Inventions
- 2005: Live In Montreal
- 2005: Bobby McFerrin & Nigel Kennedy – Spirits of Music, Part 2
- 2004: Bobby McFerrin & Nigel Kennedy – Spirits of Music, Part 1
- 2002: Nigel Kennedy & Bobby McFerrin – Spirits of Music (2 DVDs)
- 2000: Swinging Bach – Liveaufnahme in Leipzig
- 1986: Orpheus kehrt zurück

## Грами
- 1985 „Another Night In Tunisia“ с Джон Хендрикс
  - „Best Vocal Arrangement for two or more voices“
- 1985 „Another Night In Tunisia“ с Шерил Бентин
  - „Best Jazz Vocal Performance, male“
- 1986 „Round Midnight“
  - „Best Jazz Vocal Performance, male“
- 1987 „What Is This Thing Called Love“
  - „Best Jazz Vocal Performance“
- 1987 „The Elephants’s Child“ с Джак Никълсън
  - „Best Recording for Children“
- 1988 „Don’t Worry, Be Happy“
  - „Record of the year“,
  - „Song of the year“,
  - „Best Pop Vocal Performance, male“
- 1988 „Brothers“
  - „Best Jazz Vocal Performance“
- 1992 „Round Midnight“
  - „Best Jazz Vocal Performance“